# ブラジルの州旗一覧
ブラジルの州旗一覧(ブラジルのしゅうきいちらん)は26のブラジルの州と、連邦直轄地の旗の一覧である。

アクレ州の州旗
アラゴアス州の旗
アマパー州の旗
アマゾナス州の旗
バイーア州の旗
セアラー州の旗
エスピリトサント州の旗
ゴイアス州の旗
マラニョン州の旗
マットグロッソ州の旗
マットグロッソ・ド・スル州の旗
ミナスジェライス州の旗
パラー州の旗
パライバ州の旗
パラナ州の旗
ペルナンブーコ州の旗
ピアウイ州の旗
リオデジャネイロ州の旗
リオグランデ・ド・ノルテ州の旗
リオグランデ・ド・スル州の旗
ロンドニア州の旗
ロライマ州の旗
サンタカタリーナ州の旗
サンパウロ州の旗
セルジッペ州の旗
トカンティンス州の旗
ブラジリア連邦直轄区の旗